# Història del rugbi a Catalunya
Breu història del rugbi a Catalunya.

## Abans de laGuerra Civil: La Federació Catalana independent
| Any  | Club                                        |
| ---- | ------------------------------------------- |
| 1886 | Union Athlétique du Collège de Perpignan    |
| 1896 | Stade Roussillonnais                        |
| 1902 | Association Sportive Perpignanaise (ASP)    |
| 1911 | Union Sportive Thuirinoise                  |
| 1912 | Étoile Sportive Catalane Argelesienne       |
| 1912 | Stade Olympien Perpignanais (SOP)           |
| 1915 | Ceret Esportiu                              |
| 1919 | Union Sportive Perpignanaise (USP)          |
| 192? | Arlequins Club Perpignanais                 |
| 1921 | Unió Esportiva Santboiana                   |
| 1921 | Club Natació Atlètic                        |
| 1921 | Rugbi Club Sant Andreu                      |
| 1922 | Catalunya Atlètic Club                      |
| 1922 | Secció de Rugby del CADCI                   |
| 1922 | Club Natació Barcelona                      |
| 1922 | Catalunya Sporting Club                     |
| 1922 | Barcelona Internacional Rugby Club          |
| 1922 | Rugby Facultat de Medicina                  |
| 1922 | Rugby Facultat de Farmàcia                  |
| 1922 | Olimpic Rugby Club                          |
| 1922 | Agrupació Atlética Vida                     |
| 1923 | Futbol Club Barcelona                       |
| 1923 | Reial Club Deportiu Espanyol                |
| 1923 | Hel·lènic Rugby Club                        |
| 1923 | Català Rugby Club                           |
| 1924 | Unió Esportiva de Sants                     |
| 1924 | Club Esportiu Europa                        |
| 1925 | Amateur Rugby Club                          |
| 1929 | Rugby Club Universitari                     |
| 1929 | Ateneu Enciclopèdic Popular                 |
| 1929 | Agrupació Esportiva Joventut                |
| 1931 | Rugby Club Cornellà                         |
| 1932 | Barcelona Universitari Club (BUC)           |
| 1933 | Unió Esportiva Arlequins de Perpinyà (USAP) |
| 1950 | Club Natació Poble Nou                      |
| 1960 | Club Esportiu Universitari                  |
| 1969 | Club de Rugbi Bonanova                      |
| 1971 | GEiEG Girona                                |
| 1973 | Rugby Club L'Hospitalet                     |
| 1976 | Club Esportiu INEF Barcelona                |
| 1984 | Gòtics Rugby Club                           |
| 1986 | Químic Equip de Rugby                       |
| 1986 | Club Rugby Tarragona                        |
| 1987 | Club de Rugby Sant Cugat                    |
| 1987 | Rugby Club Sitges                           |

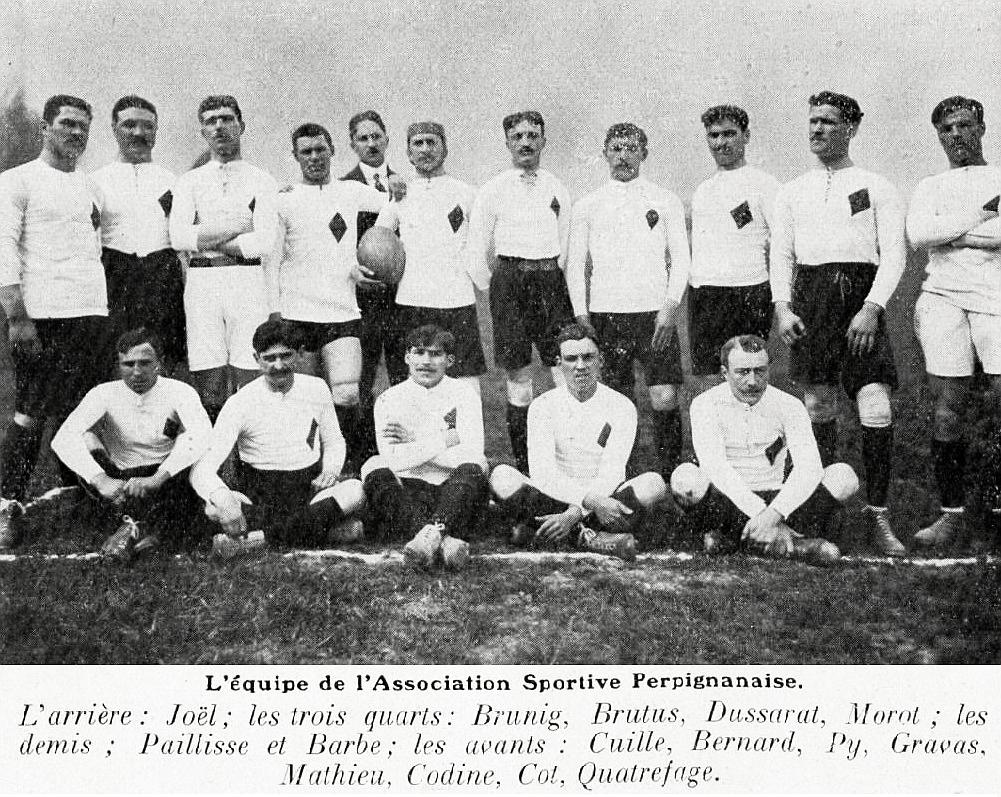
Association Sportive Perpignanaise el 1911.

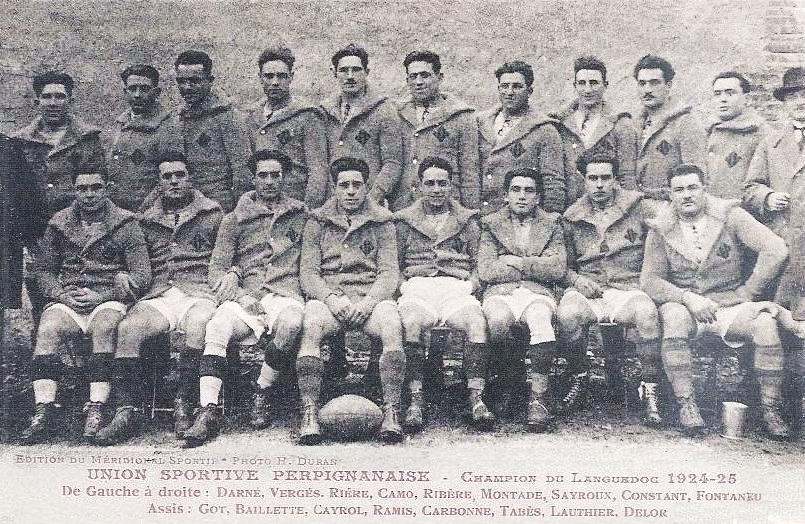
Union Sportive Perpignanaise el 1924-25.

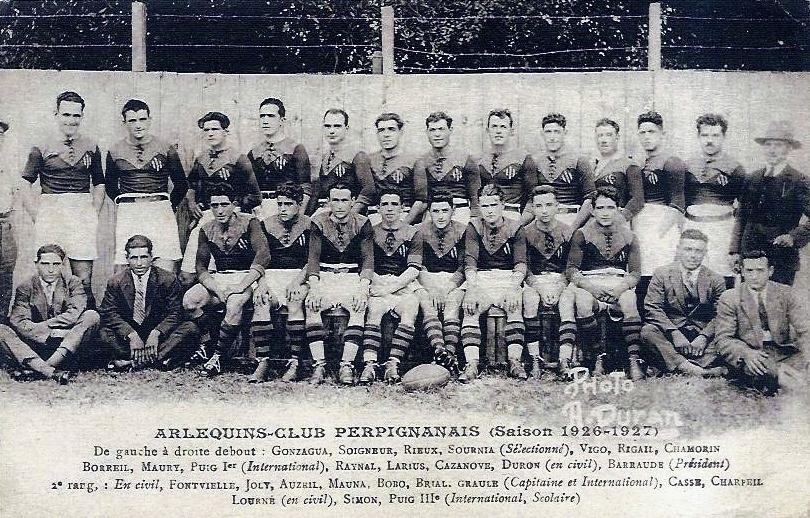
Equip de la USAP el 1927.

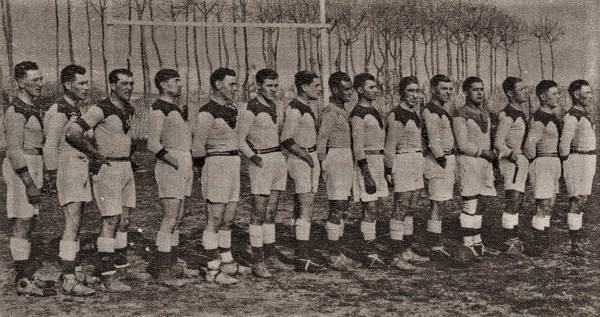
Equip de la Santboiana el 1929.

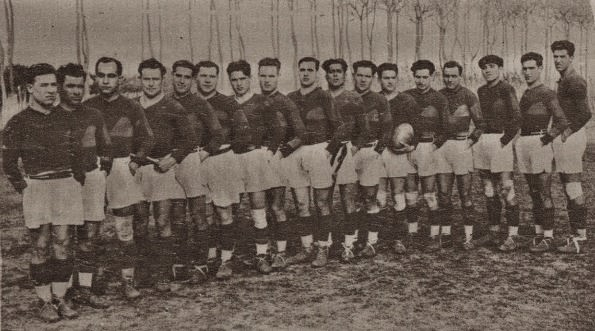
Equip del FC Barcelona de 1929.

A les comarques de la Catalunya Nord, el rugbi es va començar a jugar a finals del segle xix. El seu introductor va ser Albert Lincou, originari de Portvendres, que havia après rugbi al nord de l'estat francès, i que fundà un equip al Liceu Aragó de Perpinyà, la Unió Esportiva del Liceu. El rugbi entra a Catalunya Sud per primer cop el 21 de maig de 1911 al camp del carrer Muntaner amb un partit entre l'Espanyol i una selecció francesa de residents a Barcelona anomenada Société Patrie i que guanyaren els darrers per 7 a 0. Més endavant, el 1919 al camp de l'Espanyol s'enfronten l'Stade Toulousain i l'Associació Esportiva Perpinyà (fundada el 1902). A la Catalunya Nord ja era un esport arrelat amb altres clubs com la Unió Esportiva Perpinyà (1919, en fusionar-se l'AEP i el SOP), el Club dels Arlequins Perpinyanesos i Sporting Club Vernet.
A Catalunya fou el 1921 Baldiri Aleu i Torres crea la Unió Esportiva Santboiana, club degà tant a Catalunya Sud, com a Espanya. També el 1921 es crea la secció del Club Natació Atlètic, presidit per Enric Masses Forges, qui també va participar posteriorment, l'any 1925, en la creació de la Sociedad Amateur de Rugby (o Amateur Rugbi Club) a Barcelona. El rugbi començava a prendre forma i el 1922 es forma el Catalunya Sporting Club, la secció del CN Barcelona i l'Agrupació Atlética Vida. Aquests quatre clubs van jugar el primer trofeu del país, embrió d'una futura lliga, el Trofeo Copa Real Sociedad de Carreras de Caballos. La Santboiana en va resultar guanyadora.
El setembre de 1922 foren aprovats els estatuts i neix la Federació Catalana de Rugbi amb Baldiri Aleu i Torres com a president. L'any següent es disputa el primer Campionat d'Espanya, que de fet és un campionat català. També hi juguen el Rugbi Club Sant Andreu fundat el 1921 (els diables vermells), el CADCI (1922) i el Catalunya Atlètic Club. Venç la Santboiana. També es juga el primer partit de la Selecció Catalana de Rugbi contra el Toulouse Lalande Olympique al camp de l'Hipòdrom de Can Tunis, perdent per 0-9. Des d'aleshores els partits de la Selecció Catalana es van fer habituals, jugant contra l'Esquadra Anglesa diverses vegades, contra clubs i seleccions del Rosselló, del Llenguadoc i de París. El 1923 es crea la secció del Reial Club Deportiu Espanyol, la del Futbol Club Barcelona i l'Hel·lènic Rugbi Club (ex Olympic Rugbi Club), i el 1924 la secció de la Unió Esportiva Sants. En aquest mateix període trobem la secció de rugbi del CE Europa i del CE Júpiter.
Els  Campionats de Catalunya celebrats fins al 1936 foren dominats pel FC Barcelona i la Santboiana, només trencada aquesta hegemonia pel CN Barcelona que va guanyar el del 1924 i el RC Sant Andreu en guanyar el campionat del 1925. De fet, entre 1925 i 1928, el rugbi sofrí una crisi i desaparegué algun club, l'esport oval no es consolidava per ell mateix a causa de problemes varis, federatius, disciplina i violència, va perdre seguiment dels medis i d'aficionats.
El primer Campionat d'Espanya oficial amb equips de la resta de l'estat el vencé el FC Barcelona guanyant per 9 a 0 a l'Acadèmia d'Infanteria de Toledo. Barcelona i Santboiana també són dominadors dels Campionats d'Espanya fins al 1936. El 1929 naixia el Rugbi Club Universitari, fusionat el 1930 amb l'U.E.E.C. (Unió Esportiva d'Estudiants Catòlics) esdevenint el B.U.C (Barcelona Universitari Club). Aquest any també sorgí la secció de l'Ateneu Enciclopèdic Popular. El 1931 neix un altre històric, el Rugby Club Cornellà. El 1933 es funda la Unió Esportiva Arlequins de Perpinyà-Rosselló, més coneguda com a USAP, de la unió dels clubs de la capital del Rosselló (l'US Perpinyà i el Club dels Arlequins).
El 1934 es funda la Federació Internacional de Rugbi Amateur (FIRA) a París, amb les federacions nacionals de França, Itàlia, Alemanya, Txecoslovàquia, Romania i Catalunya. Això va provocar un incident polític-esportiu notable a l'època. La Federació Espanyola (FER) va protestar perquè també en volia formar part i gràcies als bons oficis de la Federació Catalana (FCR), va entrar-hi com a federació adherida. Això va produir un gran malestar a Madrid i la Federació Espanyola va expulsar la Catalana de les competicions espanyoles. Catalunya, membre de ple dret de la FIRA, va organitzar la seva pròpia competició i diferents partits oficials de la seva selecció contra França i Itàlia, que arribaren a acollir fins a 20.000 persones a Les Corts. Aquesta independència es va perllongar fins a l'any 1940.
D'abans de la Guerra Civil només resten quatre clubs, la UE Santboiana (1921), la secció del FC Barcelona (1924), el Barcelona Universitari Club-BUC (1929) i el RC Cornellà (1931).

## Després de la Guerra Civil: El rugbi, esport minoritari anys 40 i 50
Els primers anys després de la Guerra Civil el rugbi amb prou feines existeix. La nova situació política provocà l'expulsió de la Federació Catalana de la  FIRA. El 1940 es juga un partit internacional entre la selecció de Barcelona i Romania, i més tard contra una selecció de Bucarest.
El Rugbi Català al llarg de les dècades dels 40 i 50 continua dominat pel FC Barcelona i Santboiana amb el premis a partir dels 50 del CN Barcelona, així mateix estenien el seu domini als campionats d'Espanya on algun equip madrileny trencava l'hegemonia del rugbi Català. El 1940-41 es reinicia el Campionat d'Espanya, on el RCD Espanyol és subcampió.
A principis dels 50, es va intentar crear al Lliga de Divisió d'Honor Espanyola al llarg de dues temporades, la 52/53 i 53/54 però va ser inassequible en un país de post-guerra que no estava preparat per als desplaçaments ni econòmicament i va deixar de disputar-se, el campió fou el FC Barcelona tots dos anys, la Santboiana va participar en l'edició del 52/53 i el CN Barcelona a la següent 53/54. Fins al 1960 Barcelona i Santboiana dominen els Campionats de Catalunya amb diversos títols, només trencada pel CN Barcelona i el SEU Barcelona que fou el primer campió a la represa, el 1940/41.
A poc a poc, van sorgint a Catalunya altres equips. El 1940-41 hi ha federats la Santboiana, Barcelona, Espanyol, RC Cornellà, Agrupació Esportiva Joventut (fundada el 1929, més tard fusionat amb el Picadero JC, finalistes del Campionat d'Espanya del 58/59), SEU Barcelona i Colònia Güell. Més tard apareixen, l'Escola de Nàutica, Club X, Atlètic Sabadell, Penya X, RC L'Hospitalet, Acadèmia Lasa, Club Natació Barcelona (reingressà a la federació el 1946), Club Natació Montjuïc, AD Maquinista, Institut Balmes, Barcelona Universitari Club, SEU Terrassa, ICAM, Club Natació Poble Nou, RC Sant Boi, SEU de Medicina, Escola Ramon Llull i CE Universitari.

## Els anys 60: es consolida el rugbi
En aquesta dècada, el Rugbi Català es consolida, creació de noves competicions i el més important, es fomenten les categories inferiors, es fan els primers campionats de Catalunya Juvenils.
El 1960 hi ha una reunió a Figueres entre membres de les federacions catalanes de rugbi a ambdós costats dels Pirineus, per organitzar la Copa Pirineus. La primera edició la disputen la UE Santboiana, CN Barcelona, Picadero, Racing Club Pézillanais, Jeunesse Sportive Iliberiènne, AS Pradéenne i Cabestany Olympique. A la final, a la Foixarda, la Santboiana venç el Pradéenne per 5 a 3. La competició deixa de celebrar-se el 1968. Altres equips nord-catalans que participen en la Copa Pirineus són la USAP, UE Thuirinoise, US Pianencques, Banyuls Aviron Olympique, RC Ponteilla, US Argelers, Gallia Perpinyà, Cote Vermeille i Vallespir. A la Catalunya Sud l'equip que domina és la Santboiana, amb aparicions esporàdiques de l'Universitari i el Barcelona. A partir de 1961 el BUC i la Federació Catalana organitzen els tornejos de la Mercè amb la participació de grans clubs europeus. El 1960, Picadero i AE Joventut emprenen diferents camins.
El 1961 la F.C.R. organitza el primer Campionat de Catalunya Juvenil, on participen 4 equips, la Santboiana, el CE Universitari, el RC Cornellà i el CN Montjuïc que fou el primer campió.
El Campionat de Catalunya aquesta dècada és cosa de quatre clubs, FC Barcelona, Santboiana, CN Barcelona i el CE Universitari el disputen sense treva per quedar campió i poder accedir al campionat d'Espanya. A nivell del Campionat d'Espanya, els madrilenys foren els dominadors trencant la llarga hegemonia dels clubs catalans, tot i així Santboiana, FC Barcelona i Natació foren campions d'Espanya algun any al llarg de la dècada.

## Els anys 70, nova estructura del rugbi català
El darrer any de la dècada dels 60, la temporada 69/70 es crea novament la Divisió d'Honor Espanyola i ara ja si per consolidar-se, a la primera participació els representants catalans foren el FC Barcelona i el CE Universitari. Això de retruc, afecta tota l'estructura del rugbi català. El rugbi català es veu reestructurat per la participació del clubs catalans a les diferents competicions de la FER, la Divisió d'Honor i el Campionat de Nacional creat tres anys després, la temporada 72/73.
El record d'equips catalans a la Divisió d'Honor fou la temporada 72/73 on cinc equips del deu que formaven la categoria eren catalans, hi havia la Santboiana, FC Barcelona, CE Universitari, CN Barcelona i RC Cornellà qui seria el club català dominador d'aquests anys, el RC Cornellà es proclama campió de Divisió d'Honor la temporada 78/79.
A partir dels anys setanta, el Campionat de Catalunya sofreix una certa davallada, la creació de les lligues estatals, dispersa els clubs catalans punters entre les diferents categories, llavors el campionat queda com una competició regional.
A partir del 1975 la federació Catalana crea la Copa Catalana, que ve a ser la manera de recuperar el Campionat de Catalunya, com a tal, ja que poden jugar tots els clubs de totes les categories i s'aprofiten els forats del calendari de les competicions estatals i s'omple amb la Copa Catalana, juguen els equips punters i no tan punters i es converteix en un trofeu desitjat per tots els clubs, el primer Campió fou el RC Cornellà i el dominador d'aquesta competició durant el final dels 70, encadenen 3 títols consecutius 79, 80 i 81. A partir del 1979 el CN Montjuïc organitza el Torneig de la Mercè sènior i el 1980 el Torneig Barcelona.
El cas paradoxal fou el XVP Andorra, va ingressar a la federació Catalana als anys 60 i fou un equip en l'elit del rugbi Català, fou dominador del Campionat de Catalunya d'1 Divisió, màxima competició on podia jugar, ja que tenia barrat el pas a les competicions d'àmbit estatal perquè era considerat un equip estranger ple de jugadors estrangers. Fou campió de la Copa Catalana l'any 77 i finalista el 1975 derrotant els equips de divisió d'honor catalans, Santboiana, FC Barcelona i RC Cornellà, demostrant que el seu nivell era superior però el que guanyava al camp ho perdia als despatxos.

## Els anys 80, transició
Des del 1980, el rugbi continua essent un esport minoritari si exceptuem la ciutat de Sant Boi. És un esport amb alt i baixos, podem celebrar el rugbi Català títols al nivell de clubs, la UE Santboiana guanya 3 títols de lliga espanyola el 1983/84, 1986/87 i el 1988/89 i una Copa del Rei 89, així com el FC Barcelona es proclama campió de la Copa del Rei en dues ocasions, 1983 i 1985, el BUC aconsegueix el seu primer ascens a divisió d'honor la temporada 87/88 i pràcticament almenys cada any hi ha 3 equips de a la màxima categoria, però per contra desapareix l'històric RCD Espanyol el 1983, després de 60 anys, a mitja dècada desapareix el sènior del FC Barcelona a mitjans de la dècada tot i tenir èxits esportius. També desapareix la històrica secció del Club Natació Poble Nou i el XVP Andorra abandona la federació i es federà a França.
Desapareixen clubs, però també neixen de nous, Enginyers RUC, Gòtics RC, etc.
És una dècada moguda: a nivell de selecció la selecció catalana continua jugant partits amistosos amb equips estrangers, però a partir del 83 es crea el Campionat d'Espanya de Seleccions Autonòmiques, això va donar una competició fixa cada any i va donar regularitat i estabilitat a la selecció, fou campiona en totes les categories al llarg dels anys, Sènior, Juvenil i Cadet i fou la gran dominadora en el Campionat femení. Especialment recordats són els partits que es van jugar a la Foixarda l'any 1982 entre les seleccions d'Irlanda, França, Escòcia i Catalunya, i diversos partits que la selecció i el Bataillon Joinville francès i Bulgària

## Els anys 90, comença el rugbi modern i la semiprofesionalització
En aquesta dècada, el club més destacat fou la UE Santboiana que aconseguir dos títols de lliga de divisió d'Honor la 95/96 i 96/97, fou acompanyada a divisió d'honor per diferents clubs al llarg de la dècada, el CN Montjuïc aconsegueix el seu primer ascens a la màxima categoria el 91/92, així com el BUC que la recuperava un altre cop l'any 93/94 tot seguit la temporada següent 94/95 el RC Cornellà recuperà la divisió d'honor, però fou un pas efímer, categoria que de moment no ha tornat a recuperar.
A nivell català, la Copa Catalana tingué alternança la primera meitat de la dècada amb les victòries de BUC, CN Montjuïc, RC Cornellà i la meritòria victòria de l'Enginyers un club que només feia 3 anys de la seva fundació, així com el triomf del GEiEG. La segona meitat clarament dominada per la UE Santboiana que encadenen 4 títols consecutius.
En aquests darrers anys cal destacar la formació del CNPN-Enginyers creat per fusió del Club Natació Poble Nou i de l'Enginyers RUC. A finals de la dècada la federació Catalana juntament amb el Comitè del Rosselló van posar en marxa la Lliga de les 2 Catalunyes, una manera de recuperar la Copa Pirineus i organitzar un torneig transfronterer per continuar mantenint lligams, totes les edicions van caure del costat del nord excepte una edició que guanyà la UE Santboiana.
A nivell de selecció es continuava lluitant cada any pel títol de campió autonòmic i es continuaven fent partits de nivell internacional amistosos, es jugà contra la República Txeca a l'Estadi Olímpic de Montjuïc, davant més de 9.000 persones, l'assistència més alta a un partit de rugbi després de la guerra civil. Partits també de la selecció dels Països Catalans XV President (Andorra, Principat i Catalunya Nord) que van jugar contra Tunísia, Itàlia, a principis dels noranta.
El 12 d'octubre de 1994 la FCR va organitzar el I Torneig Ciutat de Barcelona a l'Estadi Olímpic de Montjuïc amb la participació de la UE Santboiana, el BUC, el Racing Club de France, i l'USAP. El Racing en va resultar guanyador.

## Segle XXI, el nou rugbi
En aquest segle si que ja som abocats al professionalisme, i el rugbi a l'Europa del primer nivell ja és professional, però a Catalunya hi ha el semiprofesionalisme amb convivència amb l'amateurisme. La manca de recursos econòmics no permet introduir grans canvis, i a més del creixement de l'afició i el suport de les administracions públiques cal també el compromís de les empreses privades.
Les regles del joc han canviat, es venen i es compren els drets de competició; així quan la secció de rugbi del CN Montjuïc va desaparèixer, els seus drets de competició se'ls va quedar el BUC i amb un acord amb l'USAP de Perpinyà va formar l'USAP-Barcelona, que després d'un any a la màxima categoria va cedir els seus drets al FC Barcelona que torna a ser nou equip de divisió d'Honor després de 20 anys. Això és a l'ordre del dia i atès que el rugbi va camí del professionalisme, hi haurà dos nivells, el rugbi professional que serà o bé de clubs o regional i el rugbi amateur que nodrirà el rugbi professional i serà de formació.
En aquest segle xxi, en l'àmbit del rugbi Català la UE Santboiana va aconseguir 2 títols de lliga consecutius 04/05 i 05/06, el RC L'Hospitalet aconseguir l'ascens a la màxima categoria després de 2 ascensos consecutius i jugà dos anys a la màxima categoria. Després passar l'USAP Barcelona, el club creat de l'acord entre BUC i USAP, per a després d'un any a la màxima aconseguint un meritori 3r lloc amb opcions durant l'any de disputar el títol, va donar pas amb els seus drets al FC Barcelona.
A nivell federatiu, la FCR va organitzar la V Copa del Món de Rugbi Femení 2002, un èxit d'organització, les seus foren Sant Boi de Llobregat, Cornellà de Llobregat, l'Hospitalet, Barcelona i Girona. La final fou a l'estadi Olímpic de Montjuïc davant de 12.000 espectadors entre Nova Zelanda i Anglaterra. També en aquesta dècada la selecció catalana va participar en la Copa d'Europa de Regions en diverses ocasions així com el torneig previ al mundial de França 2007 on jugaven una representació de regions del món.
També en aquesta dècada, en conflicte amb la FER, la Federació Catalana fou exclosa durant 3 temporades de les competicions estatals 04/05, 05/06, 06/07 i això va barrar el pas a poder continuar participant en la copa d'Europa de regions, tenint nivell per participar-hi. El conflicte pel reconeixement internacional de la FCR continua obert amb la lluita pel reconeixement com a fundadora de la IRB.
A nivell de Catalunya, la UE Santboiana a partir del 2004 domina la Copa Catalana, guanyen 4 consecutives precedida a principi de la dècada per l'alternança entre RC Cornellà, CN Montjuïc que guanyà el darrer títol abans de desaparèixer, el RC L'Hospitalet per primer cop i el FC Barcelona guanyen la Copa Catalana també.

## Grans jugadors de Catalunya
| - Abans de 1960 - Antoni Altisench (FC Barcelona) - Francesc Sardà (FC Barcelona) - Gregori Tarramera (FC Barcelona) - Miquel Puigdevall (FC Barcelona) - Eduard Ruiz (FC Barcelona) - Josep Ruiz (FC Barcelona) - Miquel Ruiz (FC Barcelona) - Miquel Blanquet (FC Barcelona) - Martí Corominas (FC Barcelona) - Jordi Juan (FC Barcelona) - A. Gabriel Rocabert (FC Barcelona) - Adrià Rodó (FC Barcelona) - Joan Pla (RC Cornellà/FC Barcelona) - Ramon Rabassa (FC Barcelona) - Fernando Anell (FC Barcelona) - Joan Rovira (FC Barcelona) - Esteve Blanch (FC Barcelona) - Meroño (RC Cornellà) - Eusebi Peña (CN Barcelona) - Albert Serena (CN Barcelona) - José Antonio Sancha (CN Barcelona) - Bisbal I (UE Santboiana) - Bisbal II (UE Santboiana) - Velasco (UE Santboiana) - Ribas (UE Santboiana) - Cols (SEU Barcelona) - Josep Martinez -Xecu- (UE Santboiana) - Entre 1960 i 1975 - Joan Recasens (FC Barcelona) - Joan Blanch (FC Barcelona) - Josep Blanch (FC Barcelona) - Jordi Martínez Picornell (FC Barcelona) - Compañón (CN Barcelona) - Claramunt I (CN Barcelona) - Planas (Universitari) - Subirà (Picadero) - Vidiella (Maquinista) - Gallardo II (RC Cornellà) - Prado (RC Cornellà) - Gabañach (Poblenou) - Pau Petit (UE Santboiana) - Josep Del Rey (UE Santboiana) - Pallarès (UE Santboiana) |  | - Del 1975 al 1999 - Armand Aixut (FC Barcelona) - Enric Font (FC Barcelona) - Manuel Moriche (FC Barcelona) - Cardona (FC Barcelona) - "Pitu" Bergel - Lluís Guàrdia - Adrià Rodó (FC Barcelona) - Francesc Baiget (FC Barcelona) - Enric Lobo (FC Barcelona) - Sergi Longhney (BUC) - Arturo Trenzano (BUC) - Trubat (BUC) - Villanueva (Universitari) - Rosés (Universitari) - Marín (Universitari) - Bartra (CN Barcelona) - Sancha (CN Barcelona) - Saignier (CN Barcelona) - Escoda (CN Barcelona) - J.C. Serena (CN Barcelona) - Gallardo (RC Cornellà) - Rodó (RC Cornellà) - Estruch (RC Cornellà) - Baños (RC Cornellà) - Plaza (RC Cornellà) - Malagarriga (RC Cornellà) - Manuel Alcázar (RC Hospitalet) - Cuchillero (CN Poblenou) - Vélez (UE Santboiana) - Dorca (UE Santboiana) - Martín (UE Santboiana) - Comas (UE Santboiana) - Gilabert (UE Santboiana) - Albert Malo (UE Santboiana) - Diego Fuks (UE Santboiana) - Onèsim Garcia (UE Santboiana) - Isidre Oller (UE Santboiana) - Hèctor Massoni (UE Santboiana) - Salvador Torres (UE Santboiana) - Albert Torras (UE Santboiana) - Des del 2000 - Alfons Martínez (UE Santboiana) - Carles Badia (UE Santboiana) - Oriol Garcia (UE Santboiana) - Vicenç Lazaro (UE Santboiana) - Oriol Ripol (BUC) - Ferran Velazco (UE Santboiana) - Víctor Marlet (UE Santboiana) - José Luís Juidias (UE Santboiana) - Ermengol Alemany (BUC) - Gerard Mayol (CR Sant Cugat) - Sergi Morera (CE Universitari) - Cristian Martin (UE Santboiana) - Isaac Moreno (RC Cornellà) - Sergi Guerrero (CN Montjuïc, BUC, UE Santboiana) |  |  |